# Lerche
Lerche er en dansk adelsslægt, der hører til den højere brevadel. Den stammer oprindeligt fra en gammel dansk borgerslægt.

## Våbenskjold
Skjoldet tværdelt ved en sølvsparre af blåt, hvori to otteoddede guldstjerner, og rødt, hvori 3 sølvlærker (1, 2); på den kronede guldhjelm fem strudsefjer, den midterste sølv, de to flg. guld og de to yderste blå.

## Historie
Enken efter Nyborgs borgmester Mads Lerche ægtede omkring 1610 Peter Nielsen, der var kongens tolder og ligeledes borgmester i samme by. I de ægtesakb fødtes tre sønner, som antog deres halvsøskendes slægtsnavn Lerche. Gennem dygtighed og velstand kom disse sønner frem blandt de forreste mænd i Danmark.
Således blev Cornelius Pedersen Lerche (1615-1681) envoyé i Spanien, senere stiftamtmand på Lolland. 25. juni 1660 blev han adlet, og han blev knyttet til den gamle adel, da datteren Søster Lerche blev indgift i slægten Knuth.
Den næste broder magister og provst Mads Pedersen Lerche havde sønnen Peder Madsen Lerche (1642-1699), der var landsdommer i Jylland og blev adlet 1676. Han oprettede 1695 stamhuset Lerkenfeldt, der ved hans død tilfaldt fætteren, den nedenfor nævnte Vincents Lerche.
Den tredje broder Peder Pedersen Lerche (1613-1683) var en rig og driftig købmand, der blev assessor i Højesteret, Admiralitetet og Kommercekollegiet. Også han opnåedede adelsskab i 1679. Af sit fynske gods Rygård oprettede han også et stamhus. Hans søn Vincents Lerche (1666-1742) nåede de høje poster ved hoffet. Han blev overceremonimester og Ridder af Elefanten. Han var igen fader til general og greve Christian Lerche (1692-1757), der lod Lerchenborg opføre og oprettede stamhuset Lerchenborg. Han døde barnløs.
Cornelius Pedersen Lerches sønnesøn, kontreadmiral Christian Lerche (1712-1793), var fader til gehejmeråd Georg Flemming Lerche (1735-1804), der arvede Stamhuset Lerchenborg. Sidstnævntes ældste søn, gehejmekonferensråd, kammerherre Christian Cornelius Lerche (1770-1852), der 1832 var medlem af de 35 "oplyste Mænds" forsamling og 1835-46 af de forskellige stænderforsamlinger for Østifterne, styrede sine landejendomme med stor dygtighed, ligesom han viste levende interesse for landbruget, bl.a. ved bidrag til landøkonomiske skrifter. Ved patent af 26. maj 1818 blev han, som under krigen havde lagt patriotisk offervillie for dagen, optaget i lensgrevestanden, samtidig med, at han oprettede Grevskabet Lerchenborg, omfattende sædegårdene Aggersvold, Birkendegård, Lerchesminde og Benzonsdal samt ejendommene Astrup, Møltrup og Stokkebjergskov. Iflg. resolution af 4. april samme år skulle alle hans egne sønner være grever; med undtagelse af lensbesidderen, dennes ældste søn og så fremdeles fører hans øvrige mandlige efterkommere friherrelig titel. For en af sine yngre sønner byggede han Lerchesminde, den tidligere Smakkerupgård, hvis tilliggende han forøgede betydeligt.
Nævnte gehejmeråd Georg Fleming Lerches to yngre sønner, kaptajnløjtnant, kammerjunker
Georg Flemming Lerche (1774—1809) og oberstløjtnant, kammerjunker Jacob Frederik Ferdinand Lerche (1776-1834), har begge efterladt stadig blomstrende afkom. Sidstnævntes sønnesøn er kgl. kommissarius ved jernbaneanlæg på øerne, kammerherre Christian Didrich Lerche (1868-1957), en
anden sønnesøns søn, kammerjunker Flemming Emil Harald Albrecht Lerche (1878-1972), repræsenterede Danmark i Wien 1913-21, sidst som ministerresident med titel af gesandt, hvorefter han overtog gesandtposten i Helsingfors.